# Амасонас (регіон)
Амасо́нас (ісп. Amazonas) — один з 25 регіонів Перу. Адміністративний центр регіону — місто Чачапояс.

## Адміністративний поділ
Регіон розподіляється на 7 провінцій:

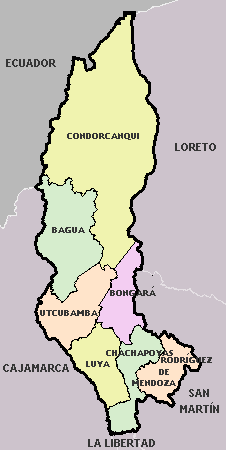
Провінції регіону Амасонас

| № | Провінції           | Площа, км² | Населення, осіб (1993) | Населення, осіб (2007) | Населення, осіб (2017) | Центр                | К-ть дистриктів |
| - | ------------------- | ---------- | ---------------------- | ---------------------- | ---------------------- | -------------------- | --------------- |
| 1 | Багуа               | 5746       | 69482                  | 71757                  | 82193                  | Багуа                | 6               |
| 2 | Бонгара             | 2870       | 20459                  | 27465                  | 27085                  | Хумбілья             | 12              |
| 3 | Кондорканкі         | 17865      | 30520                  | 43311                  | 49800                  | Санта-Марія-де-Ньєва | 3               |
| 4 | Луя                 | 3237       | 46837                  | 48328                  | 48140                  | Ламуд                | 23              |
| 5 | Родрігес-де-Мендоса | 2359       | 21389                  | 26389                  | 32130                  | Мендоса              | 12              |
| 6 | Уткубамба           | 3860       | 102920                 | 109043                 | 117598                 | Багуа-Гранде         | 7               |
| 7 | Чачапояс            | 3312       | 45058                  | 49700                  | 60419                  | Чачапояс             | 21              |

## Найбільші населені пункти
Населені пункти з чисельністю населення понад 10000 осіб:
| № | Населений пункт | Населення, осіб (1993) | Населення, осіб (2007) | Населення, осіб (2017) |
| - | --------------- | ---------------------- | ---------------------- | ---------------------- |
| 1 | Багуа-Гранде    | 16843                  | 25930                  | 35299                  |
| 2 | Чачапояс        | 15785                  | 23202                  | 35234                  |
| 3 | Багуа           | 16271                  | 21000                  | 25623                  |

| Перу | Це незавершена стаття з географії Перу. Ви можете допомогти проєкту, виправивши або дописавши її. |